# Blondie (tegneserie)
 For alternative betydninger, se Blondie. (Se også artikler, som begynder med Blondie)
Tegneserien Blondie har været produceret og udgivet siden 1931, hvor serien blev påbegyndt af den amerikanske tegner Murat B. "Chic" Young (1901 – 1973), som tegnede serien indtil 1963.
Serien fremstillede fra først af, under 1930'ernes krise, Blondie som en "gold-digger", dvs. en letlevende, velskabt pige, der ved hjælp af sin krop og sine ynder arbejder sig op i samfundet. Hun forfører skørtejægeren Busser, som er arving til en stor fabrik, et job som han vil være aldeles uskikket til at varetage. I disse tidligere faser af serien er den koleriske chef, fabrikanten, Bussers far.
Serien ændrede med tiden karakter og blev det sindbillede, den stadigvæk er på den amerikanske middelstandskernefamilies små og store trængsler hjemme og på arbejdet, med Blondie som hjemmearbejdende husmor og Busser som udearbejdende skaffedyr med villa, børn og vovser.
| Taleboble | Spire Denne tegneserieartikel er en spire som bør udbygges. Du er velkommen til at hjælpe Wikipedia ved at udvide den. |